# Abisarés
 Abisarés  (Caxemira, Índia – 325 a.C.) foi um príncipe hindu que reinava em tempo de Alexandre Magno na parte meridional da Caxemira, e reduzido por ele ao estado de vassalo.